# Peramea
Peramea es una villa del actual término municipal de Bajo Pallars, en la comarca catalana del Pallars Sobirá (España), siendo hasta 1969 capital del antiguo municipio de Peramea, al cual pertenecían también Balastuy, Canals, El Comte, Cortscastell, Llarás y Pujol. En 1995 fue declarada Bien Cultural de Interés Nacional por su abundante e importante patrimonio histórico. En 2013 tenía 83 habitantes.

## Situación y accesos
Peramea está situada en el N del Pla de Corts, asomándose desde sus alturas al barranco de Ancs. El acceso por carretera se efectúa subiendo por el desvío de la  N-260  que comunica Gerri de la Sal con La Pobleta de Bellveí (además de Peramea también pasa por Bretui y Montcortés). También se puede acceder desde la misma N-260 por el desvío a Pujol que hay en el extremo N del congosto de Collegats.

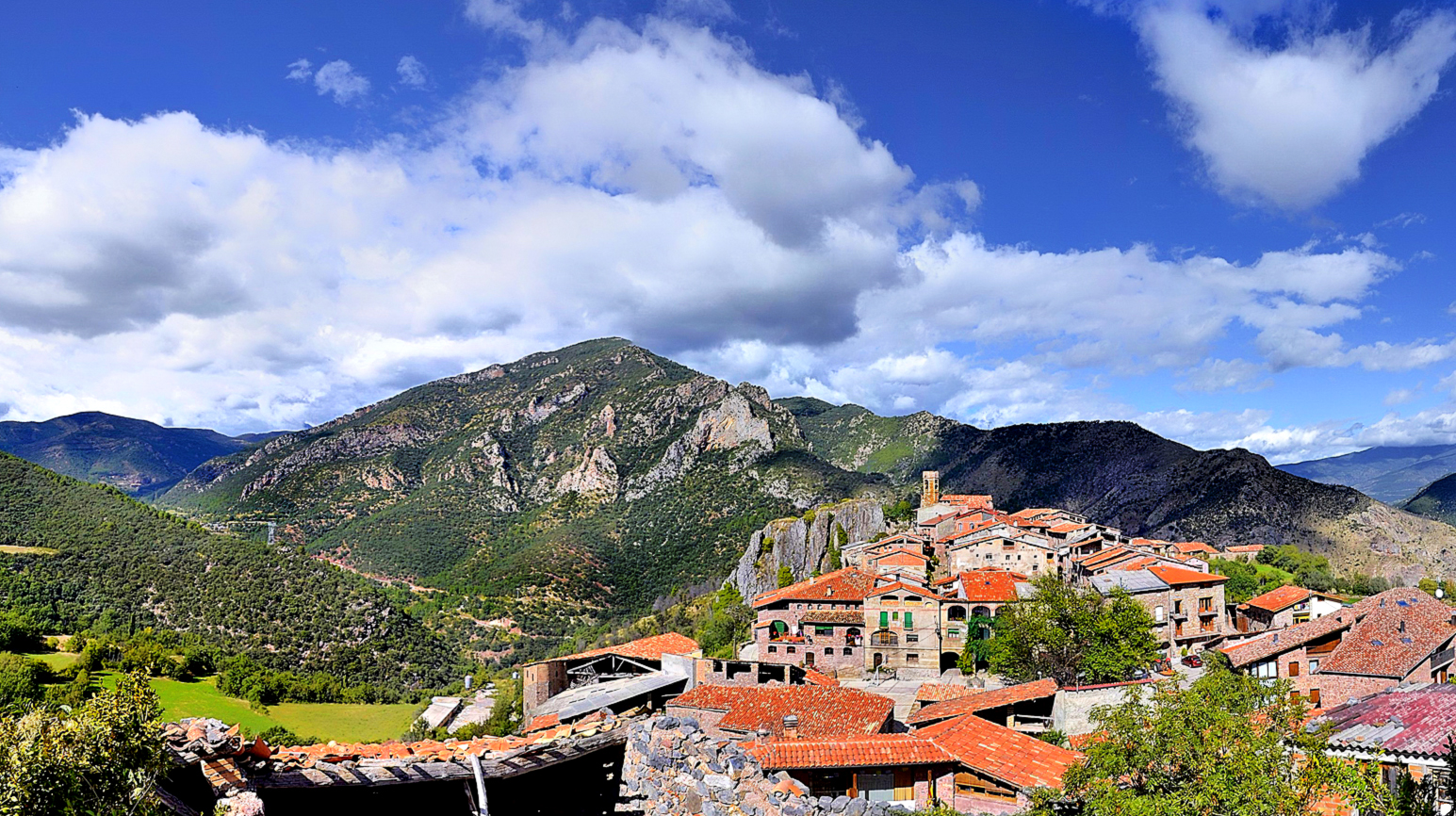
Peramea (Pallars Sobirá)

## Configuración urbana
En el sector norte de la población se encuentra la denominada Roca del Castell (Roca del Castillo) y a sus pies la iglesia de Sant Cristòfol, donde se formó el núcleo inicial. A partir de aquí la población fue creciendo hacia el sur mediante el trazado de dos calles paralelas, conservándose aún algunas fachadas porticadas medievales, testimonio de su importante pasado artesano. La estructura urbanística de Peramea es un claro ejemplo de vila closa (villa cercada) medieval, donde los muros exteriores de los edificios tienen el carácter defensivo propio de una muralla, conservándose dos portales de acceso al recinto.
Junto a la carretera, fuera ya del recinto medieval, se encuentra una gran plaza (Plaça de l'Om) con un monumental olmo centenario en su centro. Al otro lado está el lugar denominado Turó de les Eres (colina de las eras), así llamado porque allí se ubican estas típicas construcciones agrícolas organizadas alrededor de un espacio libre central donde se guarda el ganado. En lo alto de esta colina se alzan los restos de la torre de Colomers, antigua fortificación defensiva de este lado de la villa. En este sector meridional de la villa también se encuentra la capilla ochocentista de San Sebastián y San Roque.
Al N de la población, más allá del castillo y camino del cementerio, se encuentra la Era de Ortega, una construcción recuperada y restaurada por el grupo cultural Lo Vent de Port que funciona como museo rural y lugar de talleres y exposiciones diversas.

## Geografía humana

### Demografía
| Gráfica de evolución demográfica de Peramea entre 1842 y 1960 |
| |
| Población de derecho según los censos de población del INE Población de hecho según los censos de población del INEEntre el censo de 1857 y el anterior, crece el término del municipio porque incorpora a 255041 (Balestuy), 255108 (Castellnou de Peramea), 255141 (Coscatell), 255301 (Pujol) Entre el censo de 1970 y el anterior, este municipio desaparece porque se integra en el municipio 25039 (Baix Pallars) |

## Castillo de Peramea
El castillo de Peramea (Petra Media en latín) y sus dominios fueron fruto constante de intercambio entre los condes de Pallars y los obispos de Gerri entre los siglos X y XIII. Tras diversas disputas jurisdiccionales, la fortaleza retorna a manos de la nobleza, pasando, por enlaces matrimoniales y donaciones, al poder de diferentes casas nobiliarias. En 1487 son sus propietarios los duques de Cardona, quienes conservan el dominio hasta los inicios del siglo XVII. En 1632 consta como propiedad de los condes de Erill, quienes la conservarán hasta el principio del siglo XIX.
Situado en lo alto de la peña que domina la población, tan solo quedan en pie algunos lienzos de sus muros, que permiten datarlo hacia el s. XI. Esto no impide pensar que hubiera existido en el mismo lugar una construcción anterior.

## Iglesia de San Cristóbal

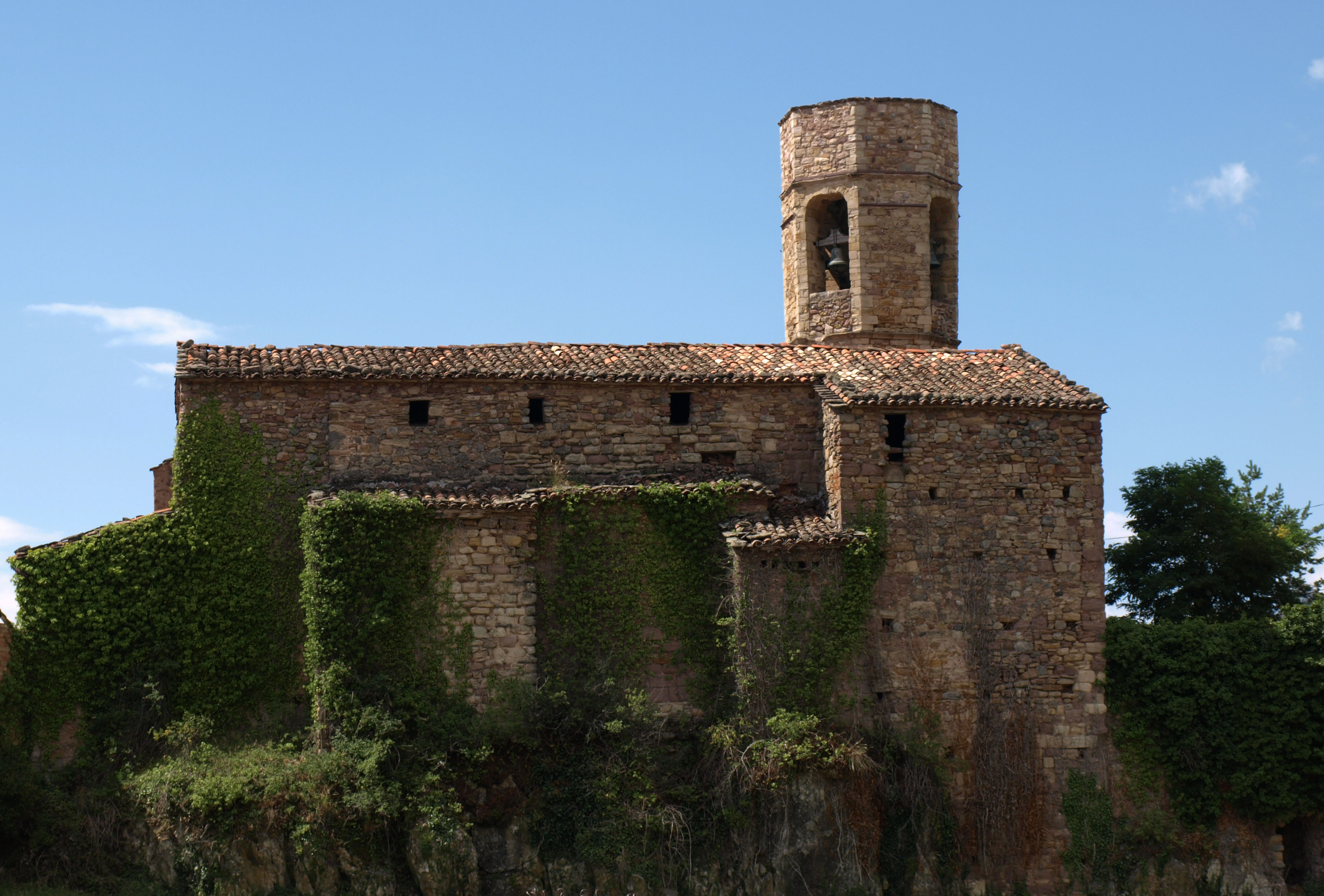
Iglesia parroquial de Sant Cristòfol

Debido a las diferentes ampliaciones y rehabilitaciones, el templo parroquial presenta rasgos característicos de diferentes estilos (románico, gótico, barroco). La iglesia, situada en la parte alta de la villa al pie de los restos del castillo, estaba en un principio bajo la advocación de San Juan. En 1398, la iglesia fue ampliada y hasta ella se trasladaron las reliquias y ornamentos que había en la antigua iglesia de San Cristóbal, algo alejada del pueblo. Es entonces cuando se cambia la titularidad del templo, pasando de la de San Juan a la de San Cristóbal.
Venerada en un altar lateral y conocida popularmente como Virgen de los Remedios, se conserva una talla polícroma en madera de 64 cm de altura que representa a la Virgen con el Niño sentado sobre la rodilla izquierda. Algunos elementos en la tipología de los personajes permiten datarla como del románico tardío. Ya en época barroca les fueron añadidas a ambos sendas coronas. La policromía también es reciente.
La iglesia de San Cristóbal tiene como advocación secundaria los Santos Inocentes. En un altar lateral, dentro de una urna de madera se conservan dos calaveras pequeñas y una grande que son veneradas. Estas reliquias se dice que corresponden a los restos de una madre y sus dos hijos, muertos por orden del rey Herodes, y que habrían sido traídos por el conde de Pallars tras su vuelta de las Cruzadas. Popularmente son conocidas como los Martissants (mártires santos).
En el presbiterio se encuentra enterrado el último abad del monasterio de Gerri, Antonio de Gudel y de Pinies, quien ejerció dicho cargo desde 1826 hasta 1835, fecha de la exclaustración del cenobio.
Sin embargo, continuó disfrutando de todas las consideraciones del cargo durante el resto de su vida, transcurrida en Peramea, donde siguió oficiando hasta su defunción.

## Torre dels Colomers
De esta torre de vigía situada en el extremo meridional de la villa, en el lado opuesto a la ubicación del antiguo castillo, tan solo quedan restos. Se trata de una construcción de planta circular con un diámetro interior de unos 4 m, siendo el grosor de sus muros de entre 180 y 190 cm, dato que hace suponer que tuviera una altura considerable. En el lado S, hay un recinto adosado a la torre, posiblemente añadido en época mucho más reciente.

## Otros lugares de interés

### Fuente de San Cristóbal
Situada a unos 200 m al sur de la villa, la tradición refiere que allí hubo una celda monástica o bien una parroquia, llamada de San Cristóbal, que da nombre a la fuente. En toda ocasión que allí se han hecho obras de nivelación o movimiento de tierras, siempre han aparecido restos de enterramientos y material constructivo.
Precisamente, los muros de construcción de la fuente son materiales reaprovechados, provenientes posiblemente de un edificio antiguo de carácter religioso. Una de las cuatro picas (la más grande) utilizadas en la fuente para la recogida de aguas se trata de un sarcófago medieval. Las otras tres bien podrían haber sido tanto osarios como recipientes para aceite. La falta de inscripciones y ornamentos dificulta su datación.

### La Cabana de la Mosquera

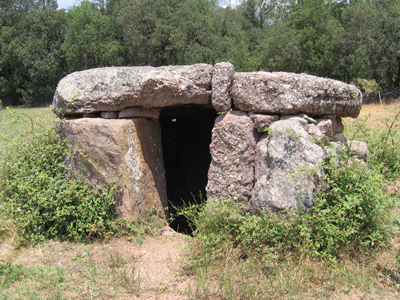
la Cabana de la Mosquera.

Más al S de la fuente de San Cristóbal se encuentra uno de los varios monumentos megalíticos de esta zona: la Cabana de la Mosquera. Se trata de un dolmen, rehecho casi en su totalidad para su uso reciente como cabaña rural, y está situado en una zona de campos de cultivo denominada les Esplanes, a unos 250 m al O del camino que conduce a Llarás y en medio de un prado entre encinares.

## Peramea en el Madoz
Peramea aparece citado en el Diccionario geográfico-estadístico-histórico de España y sus posesiones de Ultramar, obra de Pascual Madoz. Por su gran interés documental e histórico, se transcribe a continuación dicho artículo sin abreviaturas y respetando la grafía original.

PERAMEA: villa cabeza del distrito municipal de su nombre al que están agregados los pueblos de Pujol, Balastuy, Coscastell y los Masos, en la provincia de Lérida (24 horas), partido judicial de Sort (3), audiencia territorial y capitania general de Barcelona (46), diócesis de Seo de Urgel (10) y abadiato de Gerri. SITUADA al estremo norte de una llanura de 1 y ½ leguas de circunferencia; su CLIMA frio, combatida de los vientos del norte y oeste, y se padecen inflamaciones, Consta de 35 CASAS inclusa la denominada de la villa, una cárcel pequeña, é iglesia parroquial (San Cristóbal y los Inocentes) de la que dependen las casas llamadas del Compte, la masia de Llaras, y la de Vilanova, las cuales están enclavadas dentro de la jurisdiccion de este pueblo. Contigua á la poblacion y en una pequeña plaza que existe al sur de la misma, hay una capilla que venera á San Sebastian y San Roque. Confina el TÉRMINO por el norte con Menacy y Escos; este Gerri; sur Pujol, y oeste Bretuy á 2 leguas y ½ de distancia por el primer punto y ½ los demas; comprende una montaña á la parte del norte nombrada coma de Tó, la cual está despoblada; entre ella y la poblacion corre un barranco que baja del noroeste, y se reune al rio Noguera Pallaresa en las casas mencionadas del Compte; dentro de este término también brotan en el mismo varias fuentes, siendo la dedicada al consumo de los vecinos muy floja, y llegando sus aguas hasta corromperse luego de estar en depósito. El TERRENO es montañoso y pedregoso; le cruza el CAMINO que desde la Conca de Tremp, va al valle de Aran, pasando por las indicadas casas del Compte; otro que dirige a Bretuy y desde alli al alto Aragon, y los demás conducen a los pueblos limitrofes en muy mal estado todos. La CORRESPONDENCIA la reciben por balijero de la estafeta de Gerri: PRODUCTOS: trigo, centeno, cebada, legumbres de todas clases, aceite, poco vino, patatas, algunas frutas y hortalizas, nueces, almendras y escasas yerbas; cria toda clase de ganados, con preferencia el lanar; hay aza de perdices, conejos y aves de paso; INDUSTRIA: 2 molinos harineros, la recria de ganados y la fabricacion de telas de lana, que llevan á vender fuera, juntamente con algun sobrante de granos. POBLACION: 21 vecinos, 174 almas. RIQUEZA IMPONIBLE: 40 669 reales. CONTRIBUCION: el 14'48 por 100 de esta riqueza.